# Matilda Hellqvist
Matilda Hellqvist, född 28 juli 1993, är en svensk friidrottare (kortdistanslöpning och längdhopp) tävlande för Ullevi FK. Hon vann SM-guld på 400 meter utomhus 2016 och inomhus 2017.

## Karriär
Hellqvist utgjorde vid U23-EM i Tallinn i juli 2015 ihop med Jessica Östlund, Daniella Busk och Caroline Larsson det svenska korta stafettlaget som tog sig vidare från försöken och sedan i finalen kom på en sjunde och sista plats av de fullföljande lagen.
I februari 2022 vid inomhus-SM tog Hellqvist silver på 400 meter på tiden 54,00 sekunder.

## Personliga rekord
| Utomhus - 100 meter: 11,77 (Göteborg, Sverige 3 juni 2017) - 150 meter: 17,62 (Göteborg, Sverige 29 maj 2021) - 200 meter: 23,75 (Skara, Sverige 19 juni 2021) - 400 meter: 52,68 (Berlin, Tyskland 8 augusti 2018) - Längdhopp: 6,12 (Göteborg, Sverige 30 juli 2013) - Längdhopp: 6,16 (medvind) (Borås, Sverige 1 september 2013) - Tresteg: 11,76 (Gävle, Sverige 10 augusti 2014) | Inomhus - 60 meter: 7,66 (Göteborg, Sverige 7 februari 2015) - 200 meter: 23,72 (Göteborg, Sverige 2 februari 2019) - 400 meter: 53,93 (Glasgow, Storbritannien 1 mars 2019) - Längdhopp: 6,11 (Uddevalla, Sverige 23 februari 2013) |